# 東村山市立東村山第三中学校
東村山市立東村山第三中学校（ひがしむらやましりつひがしむらやまだいさんちゅうがっこう）は、東京都東村山市萩山町にある公立中学校。

## 沿革
- 1961年（昭和36年）9月1日 - 東村山町立東村山第三中学校設立認可（生徒数438名、11学級）
- 1962年（昭和37年）1月31日 - 開校式、校舎落成式　校章制定
- 1963年（昭和38年）2月1日 - 校歌制定
- 1964年（昭和39年）4月1日 - 市制施行に伴い東村山市立東村山第三中学校と校名変更
- 1965年（昭和40年）12月10日 - 体育館竣工
- 1966年（昭和41年）7月31日 - プール完成
- 1967年（昭和42年）1月31日 - 鉄筋コンクリート4階建校舎竣工
- 1970年（昭和45年）11月20日 - 新設中学校（仮称第五中学校）開設準備委員会
- 1971年（昭和46年）7月20日 - 三中と五中の別れの会
- 2001年（平成13年）4月1日 - 萩山分校開校
- 2003年（平成15年）4月1日 - みどり野学級開設
- 2019年（平成31年）4月1日 - 特別支援教室「ARCH」開設

## 教育目標
すなおに学び
ひたむきに鍛え
こころ豊かな
三中生